# Paleontología en 1832
La paleontología es el estudio de las formas de vida prehistóricas en el planeta Tierra mediante el análisis de fósiles de plantas y animales. Esto incluye el estudio de fósiles corporales, huellas (icnitas), madrigueras, restos de restos, heces fosilizadas (coprolitos), palinomorfos y residuos químicos. Dado que los seres humanos han encontrado fósiles durante milenios, la paleontología tiene una larga historia, tanto antes como después de su formalización como ciencia. Este artículo registra descubrimientos y eventos significativos relacionados con la paleontología ocurridos o que hayan sido publicados en el año 1832.

## Dinosaurios

### Nuevos taxones
| Taxón              | Novedad   | Estado       | Autor(es)  | Edad       | Unidad            | Ubicación  | Notas                                                                                | Imágenes |
| ------------------ | --------- | ------------ | ---------- | ---------- | ----------------- | ---------- | ------------------------------------------------------------------------------------ | -------- |
| Iguanodon mantelli | Esp. nov. | Jr. sinónimo | von Meyer' | Barremiano | Bosque de Tilgate | Inglaterra | Una especie de Iguanodon, que ya había sido dada por Holl en 1829 como I. anglicus . |          |

## Pterosaurios

### Nuevos taxones
| Taxón                   | Novedad   | Estado        | Autor(es) | Edad       | Unidad                 | Ubicación  | Notas | Imágenes |
| ----------------------- | --------- | ------------- | --------- | ---------- | ---------------------- | ---------- | --- | -------- |
| Pterodactylus bucklandi | Esp. nov. | Nombre dudoso | von Meyer | Bathoniano | Pizarra de Stonesfield | Inglaterra | Aunque von Meyer informó que la localidad era Stonesfield, es probable que estos fósiles estén mal representados y que originalmente provinieran de la piedra caliza de Solnhofen .' |          |

## Paleontólogos
- Fallecimiento de Georges Cuvier.[3]